# Rhyacobates
Rhyacobates is een geslacht van wantsen uit de familie van de Gerridae (schaatsenrijders). Het geslacht werd voor het eerst wetenschappelijk beschreven door Teiso Esaki in 1923.

## Soorten
Het genus bevat de volgende soorten:

- Rhyacobates abdominalis Andersen & Chen, 1995
- Rhyacobates anderseni Tran & Yang, 2006
- Rhyacobates angustus Tran & Nguyen, 2016
- Rhyacobates bui Leng, Tran & Ye, 2023
- Rhyacobates chinensis Hungerford & Matsuda, 1959
- Rhyacobates constrictus Tran & Nguyen, 2016
- Rhyacobates edentatus Andersen & Chen, 1995
- Rhyacobates elongatus Leng, Tran & Ye, 2023
- Rhyacobates gongvo Tran & Yang, 2006
- Rhyacobates lundbladi (Hungerford, 1957)
- Rhyacobates malaisei Andersen & Chen, 1995
- Rhyacobates recurvus Andersen & Chen, 1995
- Rhyacobates scorpio Andersen & Chen, 1995
- Rhyacobates svenhedini (Lundblad, 1934)
- Rhyacobates takahashii Esaki, 1923
- Rhyacobates turgidus Leng, Tran & Ye, 2023
- Rhyacobates zetteli Tran & Nguyen, 2016